# Cedral (kommun i Brasilien, Maranhão)
Cedral är en kommun i Brasilien.   Den ligger i delstaten Maranhão, i den nordöstra delen av landet, 1 600 km norr om huvudstaden Brasília. Antalet invånare är 10 300.
I omgivningarna runt Cedral växer i huvudsak städsegrön lövskog. Runt Cedral är det glesbefolkat, med 20 invånare per kvadratkilometer.